# Großsteingrab Groß Rönnau
Das Großsteingrab Groß Rönnau ist eine megalithische Grabanlage der jungsteinzeitlichen Trichterbecherkultur bei Groß Rönnau im Kreis Segeberg in Schleswig-Holstein. Es trägt die Sprockhoff-Nummer 244 und die Funplatznummer Groß Rönnau LA 33.

## Lage
Das Grab befindet sich östlich von Groß Rönnau auf einem Feld.

## Beschreibung
Von dieser Anlage ist nur noch das westliche Ende einer ost-westlich orientierten Grabkammer erhalten. Vorhanden sind zwei Abschlusssteine der westlichen Schmalseite und je ein angrenzender Wandstein der Langseiten. Auf ihnen ruht ein Deckstein mit einer Länge von 2,7 m, einer Breite von 2 m und einer Dicke von 1,5 m. Die ursprüngliche Länge der Kammer und der genaue Grabtyp sind unbekannt.